# Dolmen des Erves
Le dolmen des Erves est un dolmen situé à Sainte-Suzanne (sur la commune nouvelle de Sainte-Suzanne-et-Chammes) dans le département français de la Mayenne.

## Historique
Une première fouille fut réalisée en 1868 par E. Perrot. Le dolmen est classé au titre des monuments historiques en 1889. Une seconde fouille approfondie fut menée en 1983 par Frédérik Letterlé de la DRAC des Pays de la Loire préalablement à sa restauration.

## Caractéristiques

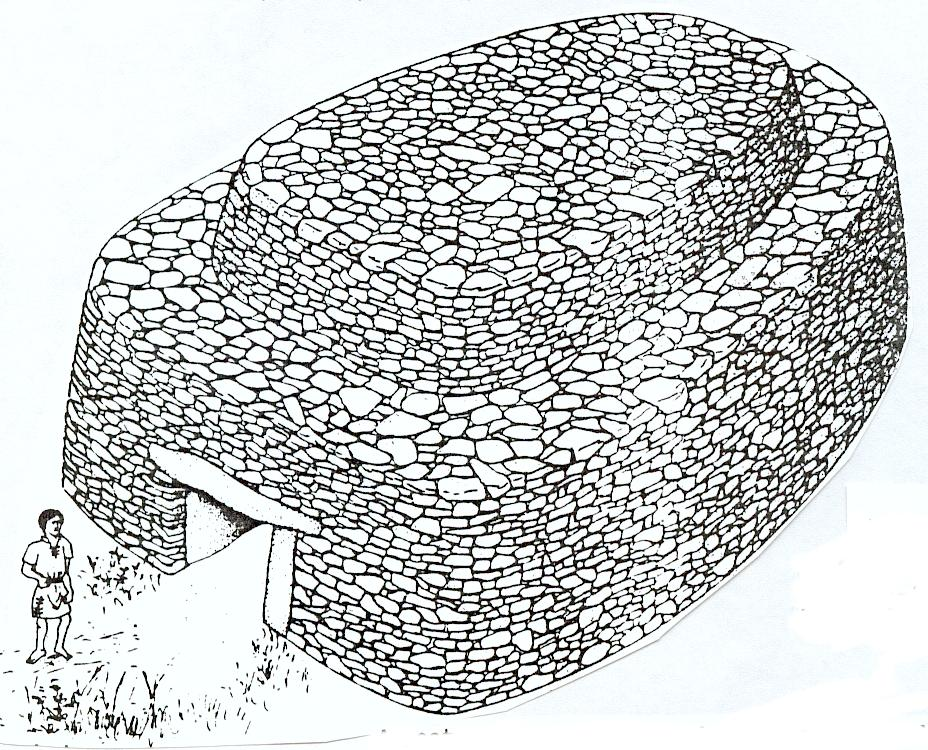
Restitution du cairn originel

L'édifice a été construit avec des dalles de grès dit de Sainte-Suzanne, alors que le substrat rocheux local est en calcaire. Le dolmen s'apparente à un dolmen angevin : la chambre quadrangulaire (4,540 m de long sur 2,80 m de large) est précédée d'un portique. Il se démarque du dolmen angevin par l'existence de deux tables de couverture et un fort espacement entre les orthostates. Ces espaces entre les piliers étaient comblés à l'origine par des murets en pierres sèches. Le sol était recouvert de pierrailles sur une épaisseur de 0,15 m à 0,20 m.
Ce type original d'architecture rattache le dolmen aux chambres à couloir à chambre rectangulaire et pourrait correspondre à une transition entre les dolmens angevins et les dolmens armoricains. Le cairn était composé de trois étages et l'ensemble mesurait environ 10 m de long sur 6 m de large, pour une élévation minimale de 6,50 m. 
Les fouilles ont permis de recueillir des ossements humains fragmentés, correspondant à une quatorze d'individus (9 adultes et 5 enfants), dont un après crémation. Le mobilier funéraire, très pauvre, comportait notamment une coupe à socle à décor incisé, une dent d'équidé percée et un coquillage marin (Purpura lapillus). Un pic en bois de cerf a été découvert dans le fond d'une fosse d'implantation d'un pilier. Une datation par mesure du C14, du pic et des ossements humains, donne un intervalle de 4 650 à 5 580 BP [+/- 130], soit au Néolithique moyen. La décoration de la coupe la rattache au Chasséen.